# 가스프롬방크
가스프롬방크(러시아어: Газпромбанк, 영어: Gazprombank) 또는 약칭 GPB(JSC)는 민간 소유의 러시아 은행으로, 자산으로는 러시아 전역에서 세 번째로 큰 은행이다.
이 은행의 주요 업무 영역은 기업 은행, 소매 은행, 투자 은행 및 예금 서비스이다. 은행 업무에는 증권 거래, 외환 영업, 귀금속 영업, 청산 영업, 결제 서비스도 포함된다.
이 은행은 43개 지점과 260개 이상의 은행 출점이 러시아 연방 전역에 위치해 있다.

## 개요
러시아 최대 규모 국영은행으로 자본 규모가 1500억 달러에 달한다 (중앙아시아와 동유럽 지역에서 은행 순위 3위). 본사는 모스크바에 위치해 있으며 러시아 중앙은행의 주요 신용기관에 포함되어 있다.
석유 가스 등 러시아 에너지 산업의 핵심 은행인 가스프롬방크는 1990년에 가스프롬 그룹의 금융 자회사로 설립되었으나 현재는 가스프롬미디어 (러시아 최대 언론사 및 미디어 그룹), United Heavy Machinery OMZ (러시아 최대 중공업 그룹), 가스프롬자산운용사 등의 다양한 계열사를 보유한 러시아 최대 그룹사중 하나이다.
가스프롬방크는 스위스, 홍콩, 네덜란드, 룩셈버그, 사이프러스, 중국, 인도, 몽골, 우즈베키스탄 등에 해외법인 및 지사를 두고 있다.
8월17일 현재 러시아 핵심 은행중에 유일하게 미국 및 EU의 금융제재를 받지않고 있는 기관이다. 유럽의 가스와 석유 수입 대금결제 은행으로서 제재시 유럽의 에너지 수입이 막히게 되기 때문이다. 유럽 가스 수입자들의 대금 결제 루블 구좌를 독점 운영 중이다.

아시아사업개발부 및 한국사업개발팀을 운영중이며 가상화폐 거래소 빗썸과 협력한다는 보도자료로 한때 이슈화 되었다. 이 외에도 국내 여러 대기업들과 협력하고 있다는 업계의 소문이 있으며 알려진 바에 의하면 가스프롬방크의 자회사인 OMZ GROUP과 대림산업이 합작사를 설립하여 다양한 EPC 건설 프로젝트를 수주했고 대우조선해양 (DSME) 과의 협력으로 러시아 극동에 즈베즈다 조선소를 설립한 것으로 알려져 있다.

기업금융 및 Project Financing
가스프롬방크는 PF 및 SF, Investment banking, 국내외 자본시장, 자산 관리 및 자문 서비스 분야에서 오랜 경험을 보유하고 있다. 에너지, 석유 가스 엔지니어링, 철강 및 광업, 원자력, 우주, 농업, 화학 및 석유화학, IT, 통신, 미디어, 건설, 소매, 교통, 금융과 같은 러시아 핵심 산업의 기업들의 corporate banking을 전적으로 맡고 있다.

가스프롬방크 자회사 및 관계사
Gazprom-Media – 러시아 최대 규모의 방송사 (TNT, MATCH Sport Channel, NTV 및 다수의 언론사 및 채널 보유)
United Heavy Machinery/OMZ Group – 러시아 최대 중공업 회사
Stroygazconsulting – 건설/엔지니어링
Gazprom Space Systems – 우주항공
OOO Gazprombank Invest – 대지/부동산 디벨롭퍼
그 외에 약 300개의 자회사를 운영중인 것으로 알려짐. 러시아는 금산분리규제가 없어 다양한 산업 분야를 은행에서 운용 가능.

핵심 주주
«가스프롬 그룹» — 49.88%
가스폰드 NPF – 41.58%
개인 – 0.01%
핵심 인물
알렉세이 밀러 – 이사회 의장 (가스프롬 회장)
안드레이 아키모프 – 가스프롬방크 회장 (가스프롬 이사회 부의장)

관련기사:
https://m.etnews.com/20180920000026
https://zdnet.co.kr/view/?no=20181220142409
https://www.hankyung.com/economy/article/2018092105576